# シーアイ化成
シーアイ化成株式会社（シーアイかせい、英文社名:C.I.Kasei CO.,LTD.）は、かつて存在した伊藤忠グループの農業用フィルム、化粧シート、包装用収縮フィルムのメーカー。2017年4月1日にタキロン株式会社に吸収合併され、タキロンシーアイ株式会社となった。

## 主力製品・事業
- 化粧シート
- 農業・土木用資材
- 包装用フィルム
- 建装用資材
- 工業用品

## 主要事業所
- 本社 - 東京都中央区京橋1-18-1
- 滋賀工場・研究所 - 滋賀県湖南市丸山三丁目3番1号
- 栃木工場 - 栃木県芳賀郡市貝町赤羽2606番地(赤羽工業団地)
- 岡山工場 - 岡山県新見市上市20番10
- 平塚工場 - 神奈川県平塚市田村三丁目2番1号
- 佐野工場 - 栃木県佐野市栄町1番3
- 支店 - 大阪、福岡
- 営業所 - 名古屋、札幌
- 出張所 - 仙台、熊本
- 海外 - 中国

## 沿革
- 1963年 - 横浜護謨製造株式会社（現横浜ゴム）と日本ゼオン株式会社など古河グループ関係会社の共同出資によりハマ化成株式会社として設立。
- 1971年 - 伊藤忠グループのプラスチック加工メーカー、神戸樹脂株式会社と合併。社名を「シーアイ化成株式会社」と改称。
- 2005年 - シーアイサンプラス株式会社を合併
- 2009年 - 伊藤忠商事の完全支配会社となり、上場廃止
- 2017年 - タキロン株式会社に吸収合併され、解散

## 主要関係会社

### 国内グループ企業
- アサヒゴム株式会社
- シーアイマテックス株式会社
- シーアイアグロ株式会社

### 海外グループ企業
- Bonset America corporation
- BONLEX EUROPE S.r.l.
- 上海希愛化成電子有限公司